# ビイェロ・ポリェ
ビイェロ・ポリェ（セルビア語: Bijelo Polje / Бијело Поље）はモンテネグロ北部に位置する基礎自治体、及び基礎自治体の中心都市である。2003年の国勢調査による人口は基礎自治体全体では50,284人、市街では15,883人で、ビイェロ・ポリェは非公式ながらモンテネグロ北東部の中心都市である。ビイェロ・ポリェの地名はモンテネグロ語で「白い野」を意味する。

## 地勢
ビイェロ・ポリェはリム川の左岸に位置し、セルビアとの国境から約10キロメートル南に位置している。市の北西部は標高1,500メートルのリサ山、南側は標高2,100メートルのビィエラシツァ山脈やビオグラドスカー・ゴラ国立公園など山地に囲まれている。

## 歴史
1912年のバルカン戦争時に多国籍軍によって解放されるまでは永らくオスマン帝国の支配下にあった。オスマン支配下では都市はアコヴァ（Akova）の名で知られていた。考古学的な発見から、新石器時代や青銅器時代など古くから人が住んでいたことも確認されている他、周辺ではイリュリア人や古代ローマの文化の跡も残されている。

## 人口
- ビイェロ・ポリェ市域の人口
  - 1981年 - 11,927人
  - 1991年 - 16,464人
  - 2003年 - 15,883人

- ビイェロ・ポリェ基礎自治体全域の人口
  - 1948年 - 36,795人
  - 1953年 - 41,432人
  - 1961年 - 46,651人
  - 1971年 - 52,598人
  - 1981年 - 55,634人
  - 1991年 - 55,268人
  - 2003年 - 50,284人

## 民族構成
- 1991年現在
  - モンテネグロ人 - 49.22%
  - ムスリム人 - 41.57%
  - セルビア人 - 7.57%

- 2003年現在
  - セルビア人 - 36.31%
  - ボシュニャク人 - 25.22%
  - ムスリム人 - 17.18%
  - モンテネグロ人 - 16.13%

## 文化・名産
ビイェロ・ポリェは口述詩人アヴォド・メジェドヴィッチ（Avdo Međedović）を始め、モンテネグロの著名な作家たちの出身地である。Radaのブランド名で知られるビイェロ・ポリェのミネラルウォーターは夏の期間、モンテネグロ中では多く消費されている。

## 交通
ビイェロ・ポリェは2つの自動車道路によって他の地域と結ばれている。1本はモンテネグロのアドリア海沿岸部を結ぶもの、他はポドゴリツァや北部の都市、セルビアなどと結ばれている。（欧州自動車道路E65、E80号線）
鉄道はベオグラード＝バール鉄道の駅があり、モンテネグロ領内では最後の駅となり長距離列車などはベオグラードへ向かう。ポドゴリツァ空港からは130キロメートルほど離れており、欧州各都市と結ばれている。

## 出身者
- エミル・クヨヴィッチ：サッカー選手
- ニコラ・ペコビッチ：バスケットボール選手